# 잔피에트로 마르케티
잔피에트로 마르케티(이탈리아어: Gianpietro Marchetti, 1948년 10월 22일, 롬바르디아 주 루디아노 ~)는 이탈리아의 전 프로 축구 선수로, 현역 시절 수비수로 활약했다.

## 수상
유벤투스
- 세리에 A: 1971–72, 1972–73.